# Kapucínský klášter v Mnichově Hradišti
Klášter kapucínů v Mnichově Hradišti je klášter s barokním kostelem svatých Tří králů a kaplí svaté Anny. Nachází se v těsném sousedství valdštejnského zámku Mnichovo Hradiště.

## Historie

### Vznik kláštera

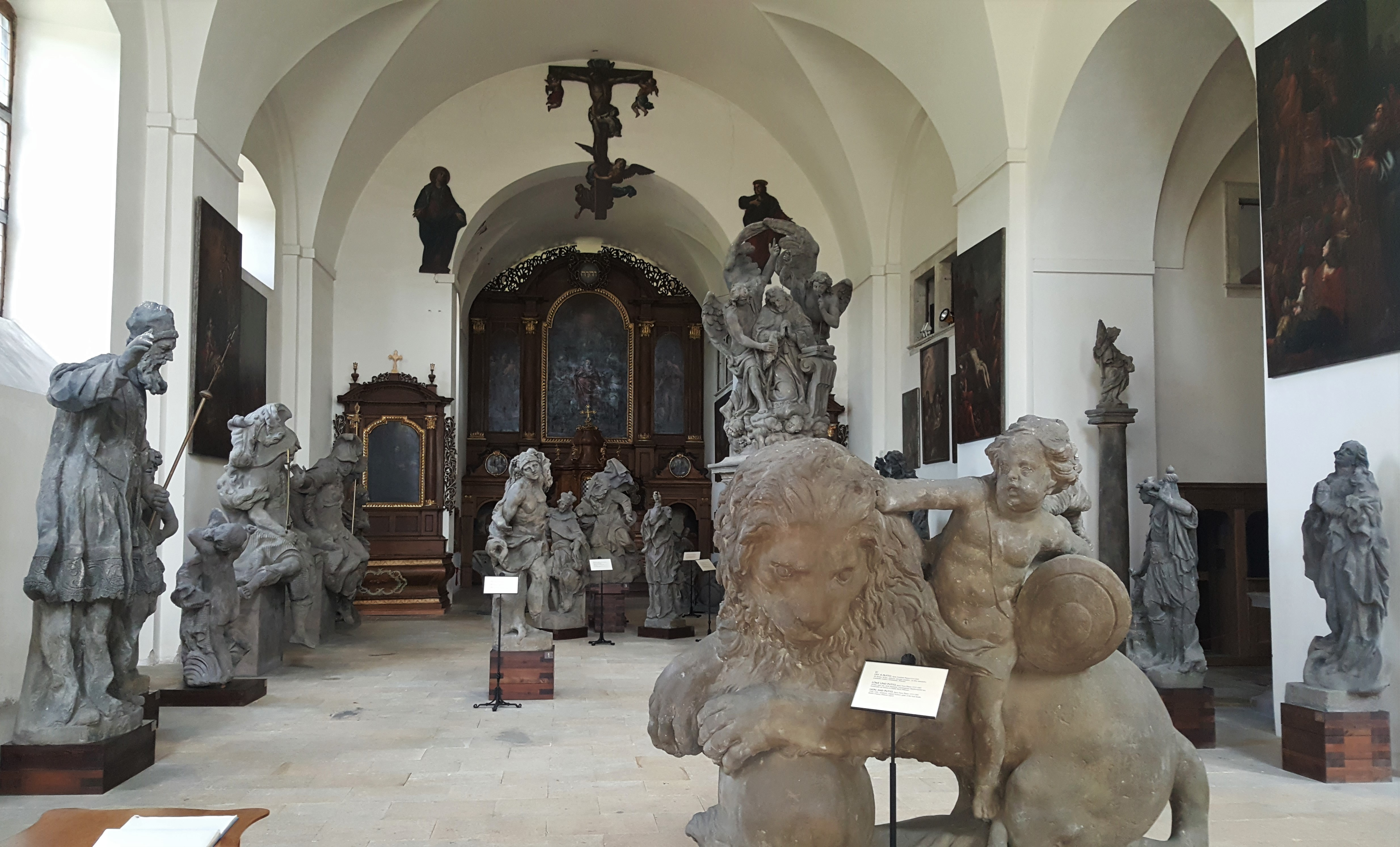
lapidárium v kostele svatých Tří králů

Výstavba kostela svatých Tří králů započala v roce 1694 a trvala do roku 1699. Klášter byl založen v mezidobí, roku 1697, tedy ještě v době před rozsáhlou barokní přestavbou tehdy renesančního mnichovskohradišťského zámku, která byla dokončena v roce 1703.
Kapucíni zde vybudovali prostý, pro řád typický, komplex budov bez zdobných prvků. Klášter tvořený třemi křídly budov, které obklopují dvůr je napojen přímo na presbytář kostela. Kostel se začal stavět v roce 1694 podle stavebního projektu vypracovaného členem řádu P. Jiřím z Mnichova a dokončen byl v roce 1699.
Od roku 1966 je v kapucínském kostele instalováno lapidárium středočeské barokní plastiky. Celkem je zde vystaveno asi 50, hlavně pískovcových soch, zejména díla mistrů Matyáše Bernarda Brauna, Františka Ignáce Platzera, Ferdinanda Maxmiliána Brokoffa a dalších, a především pak práce sochařské rodiny Jelínků z Kosmonos.

### Kaple sv. Anny a Valdštejnská hrobka
V letech 1723–1724 dala zbožná majitelka panství Marie Markéta z Valdštejna, rozená Černínová u kostela vystavět bohatě vyzdobenou barokní kapli sv. Anny. Kaple byla stavebně propojena s kostelem sv. Tří králů. O šedesát let později dal Vincenc z Waldstein-Wartenbergu (1731–1797) ke kapli sv. Anny přistavět edikulový výklenek se sloupy a erbem ve štítu a interiér upravit na hrobku, která rodinným příslušníkům sloužila až do roku 1923. Uvnitř dal upravit hrob pro sebe a svou manželku. Dal tam převézt také ostatky frýdlantského vévody, císařského generalissima Albrechta z Valdštejna a jeho ženy Lukrécie, z kartuziánského kláštera ve Valdicích, zrušeného v rámci církevních reforem císaře Josefa II. Při příležitosti oslav tří set let od smrti Albrechta z Valdštejna v roce 1934 na jeho hrob byl umístěn náhrobek z červenohnědého mramoru od libereckého sochaře Karla Kolaczka.
Před klášterem stojí barokní socha sv. Anny od sochaře Josefa J. Jelínka z roku 1713.